# WTA Challenger Dalian
Das WTA Challenger Dalian (offiziell: Dalian Women’s Tennis Open) ist ein Damen-Tennisturnier der Challenger-Serie der WTA, das seit 2015 in der chinesischen Stadt Dalian ausgetragen wird.

## Siegerliste

### Einzel
| Jahr | Siegerin          | Finalgegnerin   | Ergebnis              |
| ---- | ----------------- | --------------- | --------------------- |
| 2015 | Zheng Saisai      | Julia Glushko   | 2:6, 6:1, 7:5         |
| 2016 | Kristýna Plíšková | Misa Eguchi     | 7:5, 4:6, 2:5 Aufgabe |
| 2017 | Kateryna Koslowa  | Wera Swonarjowa | 6:4, 6:2              |

### Doppel
| Jahr | Siegerinnen                  | Finalgegnerinnen                     | Ergebnis          |
| ---- | ---------------------------- | ------------------------------------ | ----------------- |
| 2015 | Zhang Kailin Zheng Saisai    | Chan Chin-wei Darija Jurak           | 6:3, 6:4          |
| 2016 | Kotomi Takahata Lee Ya-hsuan | Nicha Lertpitaksinchai Jessy Rompies | 6:2, 6:1          |
| 2017 | Lu Jingjing You Xiaodi       | Guo Hanyu Ye Qiuyu                   | 7:62, 4:6, [10:5] |